# Texmaker
Texmaker — багатоплатформний відкритий LaTeX-редактор з інтерфейсом, подібним до Kile. Тоді як Kile є рідним застосунком під KDE-платформу, Texmaker є також сумісним з GNOME. Автором проекту є Паскаль Браше (Pascal Brachet). Texmaker написаний на C++ з використанням Qt.

## Зовнішні посилання
- Вебсайт Texmaker [Архівовано 31 жовтня 2013 у Wayback Machine.]
- TexMakerX: Free cross-platform LaTeX editor [Архівовано 14 березня 2011 у Wayback Machine.] (англ.)
- OpenOffice.Org dictionaries [Архівовано 12 травня 2012 у Wayback Machine.](англ.)
- LaTeX-Community - Texmaker [Архівовано 19 грудня 2010 у Wayback Machine.](англ.)